# Каталан, Эжен Шарль
Эже́н Шарль Катала́н (фр. Eugène-Charles Catalan; 30 мая 1814 — 14 февраля 1894) — бельгийский математик.

## Ранние годы
Эжен Шарль Каталан родился в семье Жанны Бардин и Джозефа Виктора Этьена Каталана. Матери Эжена было 17 лет, когда она его родила. Официально она была не замужем, поэтому зарегистрировала сына на свое имя Бардин. Жанна жила с родителями и подрабатывала портнихой. Отец Эжена был из Парижа. Он женился на Жанне в 1821 году и признал своего сына, которому на тот момент было почти семь лет. Джозеф Каталан был ювелиром, но на самом деле зарабатывал на продаже картин и парфюмерии.
В мае 1822 года родители Эжена вместе с ним переехали в Лилль во Францию.
Эжен получил начальное образование и в возрасте десяти лет он прекрасно умел писать на французском языке.
В 1824 году Эжен начал учиться на ювелира. Однако проучился он всего три месяца и был вынужден бросить учёбу из-за отсутствия способностей к этому делу.
Примерно в 1825 году Эжен с семьёй переехал в Париж. Этот город ему очень понравился. До конца жизни Эжен считал себя парижанином.
Вскоре мать Эжена умерла и в 1828 году отец женился во второй раз. В это время он работал архитектором.

## Образование и карьера
Эжен поступил в Королевскую школу искусства и учился там до 1831 года.
В 1829 году Каталан начал преподавать геометрию в школе. На этой должности он работал до 1833 года.
В Королевской школе искусства Эжена обучал Луи Лефебюр де Фурси, который был назначен экзаменатором по приему в Политехническую школу в 1826 году. Эжен показывал выдающиеся результаты по математике и Луи Лефебюре предложил ему подготовиться к вступительным экзаменам в престижный университет.
В 1833 году Каталан выиграл первый приз по общему конкурсу специальной математики.
В ноябре 1833 года Эжен сдал вступительные экзамены и был принят в Политехническую школу. Там он изучал математику у Жозефа Лиувилля и Габриэля Ламе. Также Каталан изучал и другие дисциплины, такие как литература и история Франции.
Студенты Политехнической школы были очень вовлечены в политические события, которые проходили во Франции в это время. Это было время большой политической нестабильности и в апреле 1834 года в Париже произошли серьезные беспорядки после принятия закона об ограничении деятельности Республиканского общества прав человека. Нарушения были жестоко подавлены армией. Власти пытались отстранить учащихся от участия в мятежных акциях и исключили нескольких студентов, которые заявили о своих республиканских симпатиях. Несмотря на сильные республиканские убеждения Каталана, эти меры пресечения его не коснулись.
В ноябре 1834 года Эжен окончил первый курс и собирался продолжать учёбу. Однако 15 декабря его отец получил письмо о том, что его сын исключён из Политехнической школы.
Спустя год Эжену пришлось извиниться и подписать акт подчинения, прежде чем он был допущен продолжить обучение в Политехнической школе в середине января 1835 году.
Летом 1835 года Каталан окончил обучение в школе, заняв шестнадцатое место из 140 студентов, что дало ему право на государственную службу. Осенью 1835 года он был назначен профессором в Школе искусств и ремесел в Шалон-сюр-Марн.
Каталан стремился вернуться в Париж и подал заявку на профессора в Королевскую школу искусства на вакантное место в 1836 году, однако ему было отказано.
В 1837 году Каталан все же вернулся в Париж, где вместе с Жаком Шарлем Франсуа Штурмом и Жозефом Лиувилем основал Школу Sainte-Barbe возле Сорбонны.
Школа открылась в 1838 году и её целью была подготовка учеников к поступлению в Политехническую школу.
Также в 1838 году Каталан был назначен помощником репетитора по геометрии в Политехнической школе.
В 1839 году Эжен был назначен заместителем экзаменатора в Политехнической школе.
В 1839 году Каталан получил степень бакалавра и лицензию в области математических наук.
В 1841 году он получил докторскую степень в области математики.
В 1845 году был награждён лицензией в области физических наук. Учитывая достижения Каталана, его преподавательская карьера должна была расти. Однако его политическая деятельность и республиканские взгляды мешали этому.
В ноябре 1844 года Каталан занял первое место на совете на должность преподавателя в Политехнической школе, но в итоге, на должность был назначен Пьер Бонне, а Каталан остался помощником наставника.
В 1844 и 1846 годах Каталан получил ещё несколько отказов на должности в университетах Бельгии и Франции из-за своих политических убеждений.
В ноябре 1846 года Каталан был назначен старшим преподавателем высшей математики в колледже Карла Великого.

## Революция и политические разногласия
В 1848 году он начал участвовать в политических волнениях во Франции.
Началась революция, которая привела ко второй французской республике, президентом которой был выбран Наполеон Бонапарт. Это хорошо отразилось на республиканских взглядах Каталана, и он предложил свою кандидатуру для избрания в национальное собрание.
В 1849 году Каталан был назначен на должность в лицей Сент-Луис.
В 1850 году Каталан ушел из Политехнической школы из-за того, что требования к преподавателям возросли, и он больше не справлялся, учитывая вторую должность в лицее Сент-Луис.
2 декабря 1851 года произошел государственный переворот, в результате которого Наполеон Бонапарт принял абсолютную власть и распустил Национальное собрание. Через год он стал императором и получил титул Наполеона III.
Каталан не любил Бонапарта, как и всех монархов, и отказался принести требуемую клятву верности, в результате чего потерял работу. В течение нескольких следующих лет он жил в Париже, преподавал математику, но не имел постоянной работы. В 1859 году Эжен попытался получить должность в одном из лицеев Парижа через Министерство общественной службы, но получил отказ.

## Семья
Во время вынужденного отпуска из Политехнической школы в 1834 году Каталан встретил Шарлотту Августин Рене Перин из Лилля. 2 января 1835 года они поженились и провели остаток своей жизни вместе.
У них родились две дочери: Мари Аделаид и Фанни. Однако они умерли ещё молодыми, Мари в 1865 году, а Фанни в 1866 году.

## Последние годы и смерть
Каталан не имел постоянной должности в течение тринадцати лет и только в 1865 году он был назначен на кафедру математики в Льежском университете.
Он занимал эту должность до 1884 года. Затем Каталан ушел в отставку и до конца жизни остался жить в Льеже.
Жена Каталана сильно заболела в феврале 1894 года. Каталан вскоре тоже заболел и был госпитализирован с острой степенью пневмонии. Жена Каталана умерла 11 февраля 1894 года, а сам Каталан умер спустя три дня.

## Основные работы
Каталан написал более 200 трудов, ставящих его в число лучших геометров XIX века. Кроме того, им опубликовано несколько отдельных трудов, из которых следует отметить: «Elements de géométrie» (1843 и 1867); «Traité élémentaire de géométrie descriptive» (1852 и 1879); «Traité élémentaire des series» (1860); «Cours d’analyse de l’Université de Liège» (1870 и 1879); «Recherches sur quelques produits infinis» (1873); «Sur des Formules relatives aux intégrales eulériennes» (1885) и «Manuel de mécanique» (1887).

## Звания и награды
- Член Королевской академии наук Бельгии 15 декабря 1865 года;
- Член Академии наук Тулузы и Социологического института города Лилль;
- Член-корреспондент Санкт-Петербургской академии наук;
- Член Туринской академии наук;
- Член Математического общества Амстердама;
- Член Национального института Женевы;
- Член Сельскохозяйственного общества Марины;
- Член общества науки Льежа;
- Член Математического общества Франции;
- Член Парижского философского общества;
- Награждён Крестом рыцаря ордена Леопольда правительством Бельгии в 1879 году[3].